# Syntese (virksomhed)
 For alternative betydninger, se Syntese. (Se også artikler, som begynder med Syntese)
Syntese A/S er en dansk medicinalvirksomhed ejet af Ferring Pharmaceuticals. Deres produktion af den aktive farmaceutiske ingrediens (API) Mesalazin (5-aminosalicylsyre) foregår på Avedøre Holme.
Virksomheden blev grundlagt i 1989 af Eva Wolf Paulsen (hustru til stifteren af Ferring, Dr. Frederik Paulsen) og Ellen Ingeborg Elise Hansen, og har i dag omkring 80 ansatte.
Syntese er godkendt i overensstemmelse med Good Manufacturing Practice (GMP) af bl.a. Lægemiddelstyrelsen og de amerikanske sundhedsmyndigheder (Food and Drug Administration).

## Historie
- 1986: Den første Pentasa, indeholdende Mesalazin, bliver produceret af Ferring.
- 1989: Syntese A/S bliver etableret.
- 1992: Det dedikeret produktionsanlæg på Avedøre Holme i Hvidovre bliver indviet.
- 2001: Den europæiske DMF bliver registreret.
- 2005: Syntese får et Certificate of Sustainability fra EDQM.
- 2007: Virksomheden får en FDA-godkendelse.
- 2011: Syntese udvider produktions- og lager-faciliteterne.
- 2011: Virksomheden bliver ISO 14001 certificeret.
- 2013: Virksomheden bliver OHSAS 18001 certificeret.